# Master Musicians of Jajouka
A Master Musicians of Jajouka (további névváltozatok: Master Musicians of Joujouka, Maîtres musiciens de Jajouka) marokkói világzenei együttes.

## Története
1950-ben alakultak meg Jajouka faluban. A zenekar leginkabb Rolling Stones alapítójával, Brian Jonesszal való közreműködéséről híres. Az együttes nem összekeverendő a hasonló elnevezésű Master Musicians of Jajuoka Led By Bachir Attar zenekarral. 1975-ben Mohamed Hamri marokkói festő "Tales of Joujouka" című könyvében nyolc történetet gyűjtött össze a névadó faluról, amelyben a Master Musicians of Joujouka is szerepel. A zenekarról dokumentumfilm is készült.

## Tagok
- Ahmed El Attar – dob, ének
- Mohamed El Attar – lira, rhaita, ének
- Mustapha El Attar – dob
- Ahmed Bouhsini – rhaita, lira
- Abdelslam Boukhzar – dob, ének
- Abdelslam Errtoubi – rhaita, lira
- Mujehid Mujdoubi – lira
- Muinier Mujdoubi – dob
- Muckthar Jagdhal – dob
- Mohamed Mokhchan – rhaita, lira
- Abdelslam Dahnoun – dob, rhaita, lira
- Abdellah Ziyat – rhaita, lira, ének
- El Hadj – taps, ének
- Si Ahmed - hegedű

## Diszkográfia
- Brian Jones Presents the Pipes of Pan at Joujouka (1971)
- Tribe Ahl Serif: Master Musicians Of Jajouka (1974),
- Le Rif: La tribu Ahl Serif (1978)
- Joujouka Black Eyes (1995)
- Moroccan Trance Music: Vol. 2: Sufi (1996)
- Boujeloud (2006)

## Közreműködés
- The Rough Guide to the Music of Morocco (marokkói zenét tartalmazó válogatáslemez, 2012)

## Könyv
- Tales of Joujouka (Mohamed Hamri, 1975)